# Volkmerjev prehod
Volkmerjev prehod (Volkmer-Gang) ist der Name einer Straße im Stadtbezirk Center von Maribor, Slowenien. Der Name bezieht sich auf den slowenischen Priester und Schriftsteller Leopold Volkmer (1741 bis 1816).

## Geschichte
Der erste Name dieser Straße war Kleine Burggasse, da sie die Herrengasse mit dem Burgplatz verband und parallel zur Burggasse verlief. Später wurde sie in Brunngasse umbenannt, nach dem öffentlichen Brunnen, der vor der Einrichtung des Wasserversorgungssystems die meisten Häuser der Gegend mit Wasser versorgte. 
1919 wurde die Straße zur Volkmerjeva ulica, 1938 und dann erneut im Mai 1945 zur Volkmerjev prehod. Von 1941 bis 1945 hieß die Passage noch einmal Brunngasse.

## Lage
Die Passage verbindet den Platz Grajski trg mit der Gosposka ulica. Sie verläuft südlich der Slovenska ulica.